# Zygmunt Krzak
Zygmunt Krzak (ur. 12 lipca 1933 w Grójcu, zm. 23 czerwca 2020) – polski prehistoryk specjalizujący się w tematyce młodszej epoki kamienia i prahistorii świata, pracownik Instytutu Archeologii i Etnologii PAN.

## Życiorys
Absolwent liceum w Ćmielowie. W latach 1951–1955 student Wydziału Historycznego Uniwersytetu Warszawskiego. W 1967 roku na podstawie rozprawy Kultura złocka uzyskał stopień doktora nauk humanistycznych w zakresie prehistorii w Instytucie Historii Kultury Materialnej Polskiej Akademii Nauk. Habilitował się w 1988 roku na podstawie pracy Geneza i chronologia kultury ceramiki sznurowej w Europie. W 1995 roku otrzymał tytuł naukowy profesora.
Autor ponad 300 publikacji, w tym 10 książkowych. W kręgu jego zainteresowań pozostawały megality, religioznawstwo, dzieje myśli ludzkiej i mitologia porównawcza. Odznaczony Złotym Krzyżem Zasługi (1993).

## Wybrane publikacje
- Od matriarchatu do patriarchatu (Warszawa 2007)
- Megality świata (Wrocław 2001)
- Megality Europy (Warszawa 1994) – nagrodzona nagrodą im. Erazma Majewskiego[6]
- Tezeusz w labiryncie, wspólnie z Krzysztofem Kowalskim (Wrocław 1989, wydanie II zmienione Warszawa 2003)
- Geneza i chronologia kultury ceramiki sznurowej w Europie (Wrocław 1980)
- The Złota Culture (Wrocław 1976) – nagrodzona nagrodą naukową Sekretarza Naukowego PAN[6]